# Muxklippe

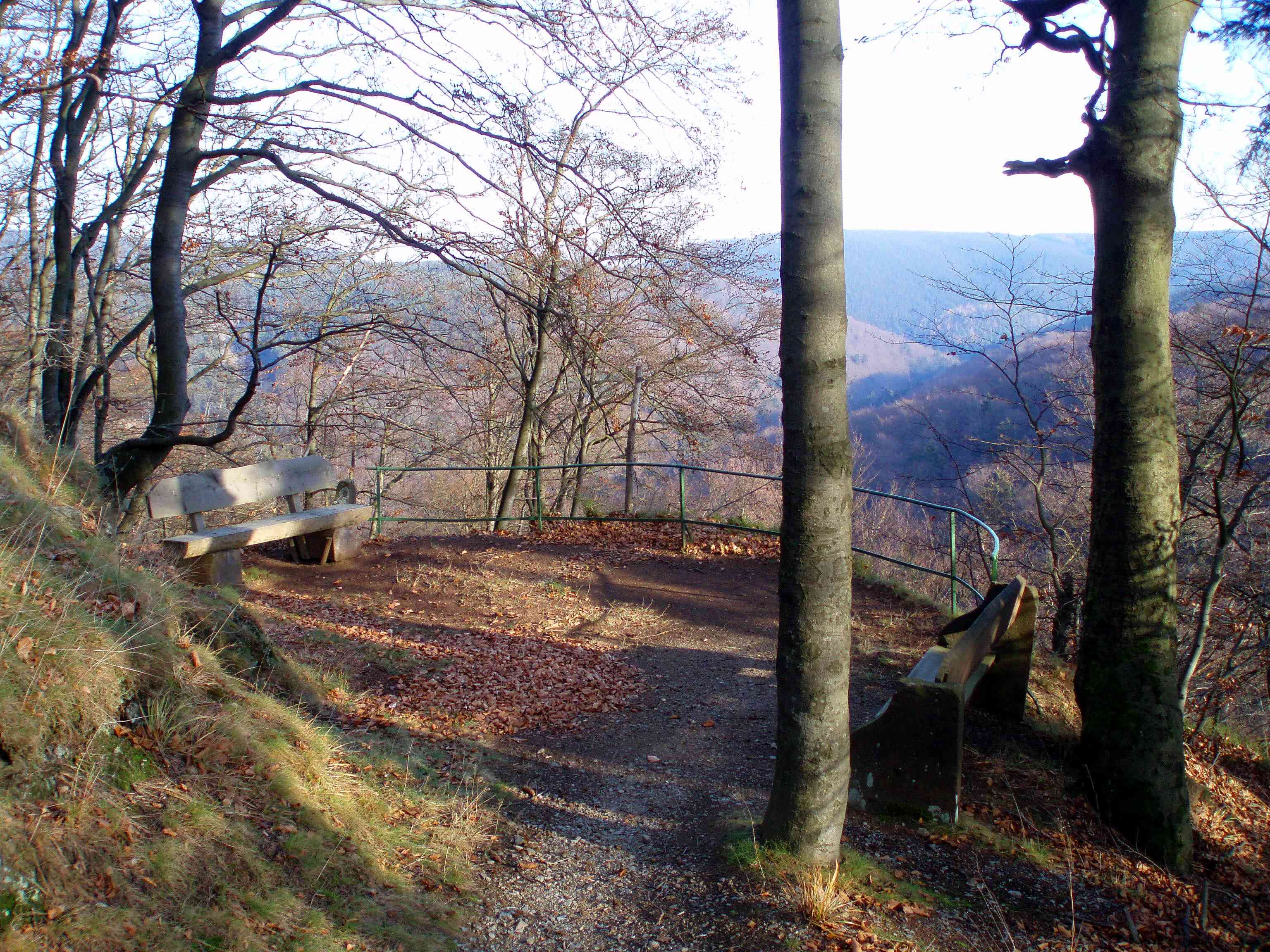
Muxklippe

Die Muxklippe ist ein Gabbrofelsen im Nationalpark Harz.

## Geografische Lage
Die Muxklippe befindet sich im Harz, südöstlich von Bad Harzburg, oberhalb des Eckertales am Kaiserweg, wenige hundert Meter von der Grenze zwischen Niedersachsen und Sachsen-Anhalt entfernt. Der obere Teil der Klippe ist begehbar. Von hier hat man bei klarer Sicht einen Blick zur Eckertalsperre und zum Brocken.

## Geschichte
Unmittelbar an der Muxklippe wurde nach dem Ersten Weltkrieg durch braunschweigische Forstbedienstete ein Kriegerdenkmal für die gefallenen Forstleute errichtet.
Unterhalb der Muxklippe führt der Braunschweiger Weg in das Eckertal.